# Río Moroco
El Moruca o Río Moroco (en inglés: Moruka River o Moroco River) es un río en la región de Barima-Waini en la parte Noroccidental de Guyana donde también hace parte de la Guayana Esequiba zona en Reclamación de Venezuela.
Los poblados a lo largo del río incluyen Santa Rosa, Kamwatta y Asakata.
Hace alrededor de 5.300 años, los aborígenes de la etnia Warao desarrollaron en el río Moruca un tipo de canoa o embarcación que hizo posible poblar el Caribe.
Durante un período de tiempo los neerlandeses mantuvieron algunos puestos avanzados a lo largo del río Moruca. 

En diciembre de 1783 el Capitán de Ingenieros d. Felipe Yriarte de la Capitanía General de Venezuela realiza un extenso informe, indicando la situación del puesto avanzado de los Holandeses en Río Moruca

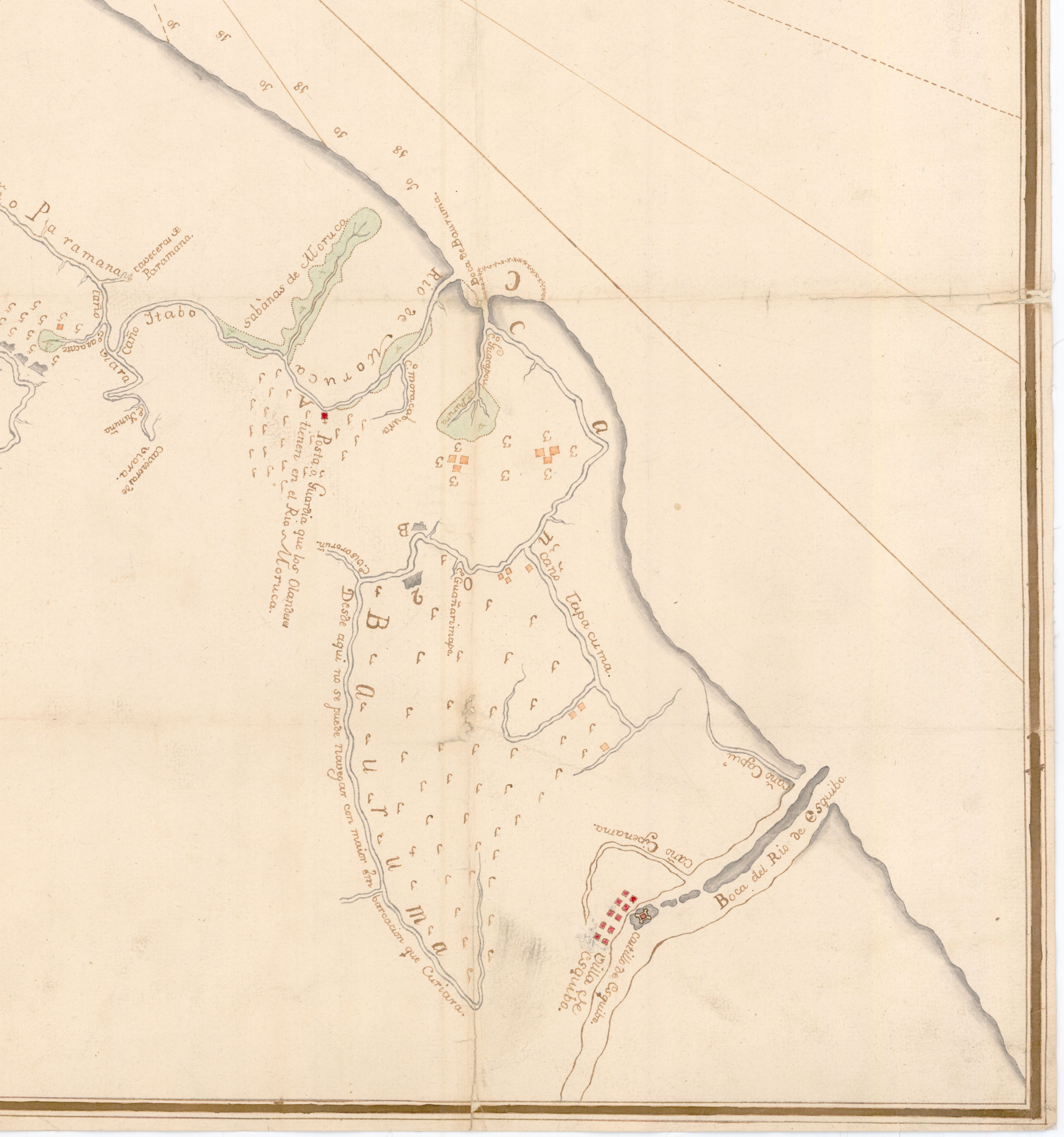
Detalles de posiciones Holandesas en el Esquibo y Moruca; y planes para establecerse los Españoles
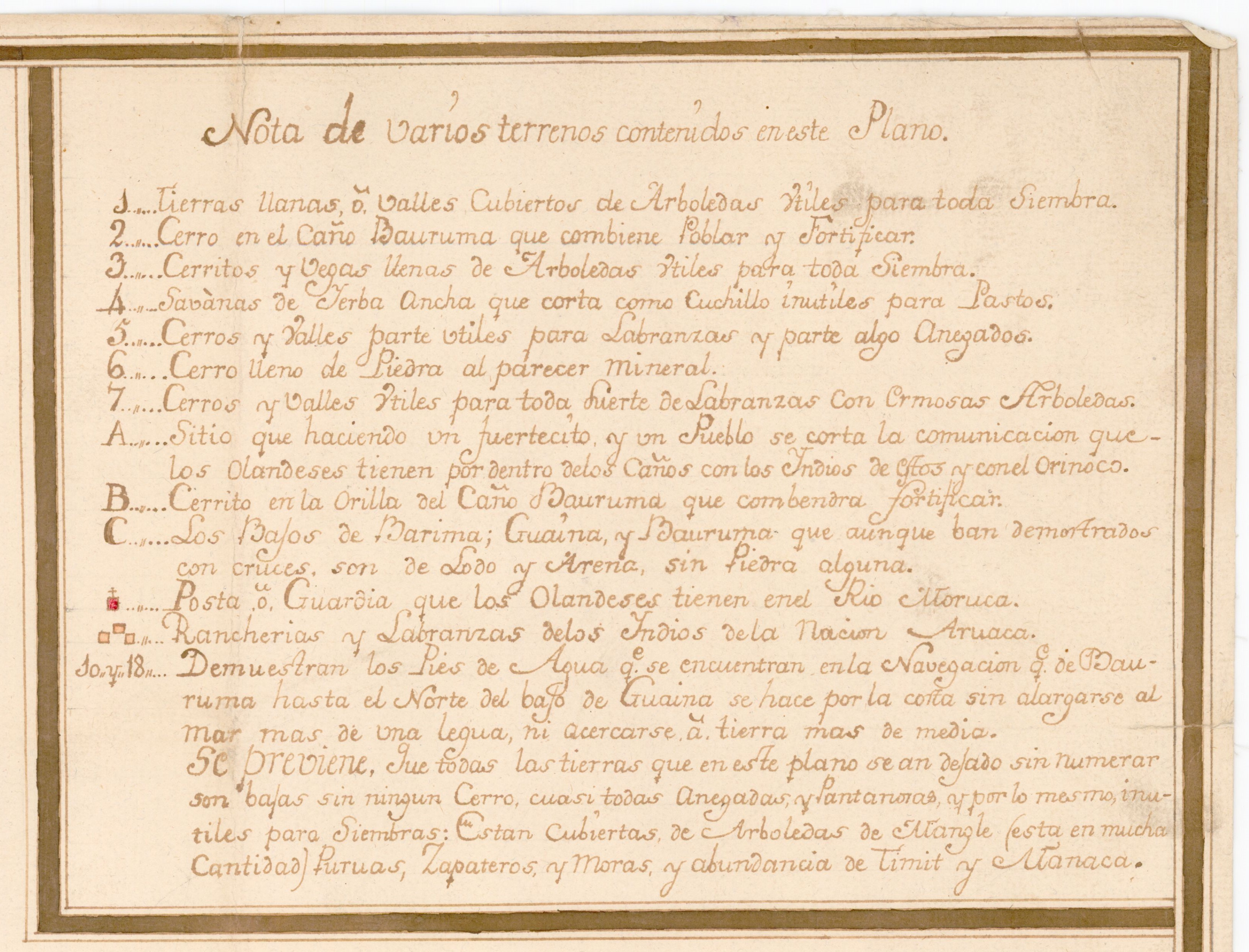
Detalle de la leyenda
Plano de varios terrenos del vajo Orinoco / levantado por D. Felipe de Yriarte 5 de Diciembre de 1783

Entre 1830 y 1856 el río fue la frontera oriental del Cantón Piacoa.